# Libertad vigilada
La libertad vigilada es un término empleado en la legislación procesal penal de determinados países para referirse a la resolución judicial hacia un imputado, quien es considerado culpable pero en lugar de ir a la cárcel, queda libre de manera condicional, pero con cierto grado de vigilancia por parte de algún delegado a cargo de dicha tarea.
En Chile también existe la libertad vigilada intensiva cuando, como el nombre lo dice, la vigilancia es más exigente.